# Stanisław Przespolewski
Stanisław Kajetan Przespolewski (Warschau, 8 april 1910 – Breda, 8 juni 1989) was een Pools kunstschilder, die na de Tweede Wereldoorlog in Nederland woonde en werkte.
Hij is vooral bekend geworden door met potlood getekende portretten van Poolse soldaten in de Tweede Wereldoorlog.
site met portretten van Poolse soldaten (deel 1) / 
(deel 2)
Een drietal van deze portretten wordt bewaard in het Rijksmuseum Amsterdam. In Breda's Museum werden zijn tekeningen tentoongesteld.
Voor de oorlog volgde Przespolewski kunstopleidingen in Krakau, Wenen, Parijs en Poznań. In de oorlog vocht hij in de Eerste Poolse Pantserdivisie en rukte daarmee op van Normandië naar Wilhelmshaven. In 1949 huwde hij de Belgisch-Nederlandse jkvr. Jeanne Prisse (1921–2008).
NB: de Engelstalige pagina, die van deze pagina afgeleid was, is inmiddels een stuk uitgebreider. 